# Adrian Mierzejewski
Adrian Mierzejewski (Olsztyn, 6 de novembro de 1986) é um futebolista polonês que atua como meia. Atualmente, joga pelo Chongqing Lifan, da China.

## Carreira
Adrian Mierzejewski começou sua carreira no Stomil Olsztyn em 2003. Após passagens por Wisla Plock, Zaglebie Sosnowiec e Polonia Warsaw, Mierzejewski chegou ao Trabzonspor, da Turquia, em julho de 2011.
Após três temporadas no clube turco, Adrian Mierzejewski assinou com o Al-Nassr, da Arábia Saudita, em julho de 2014. Em agosto de 2016, o meia deixou o clube saudita e acertou com o Sharjah FC, dos Emirados Árabes Unidos e no ano seguinte assinou com o Sydney FC, da Austrália.
Adrian Mierzejewski teve grande destaque no título da A-League da temporada 2017/18. Mesmo com vínculo longo, o meia polonês deixou o Sydney FC em julho de 2018 e assinou com o Changchun Yatai para substituir o atacante Marinho que acertou com o Grêmio.